# Saint-Pierre-du-Bois
Saint-Pierre-du-Bois (St Peter in the wood en anglais) est l’une des dix paroisses de l'île anglo-normande de Guernesey, dans la Manche.

## Géographie
Située à l'extrémité sud-ouest de l'île, cette paroisse est limitrophe de celles de Saint-Sauveur au nord et de La Forêt à l'est, enserrant Torteval au sud.
Elle est principalement campagnarde avec un petit village au centre.

Son territoire englobe celui de l’îlot Lihou à l'ouest, administrativement.

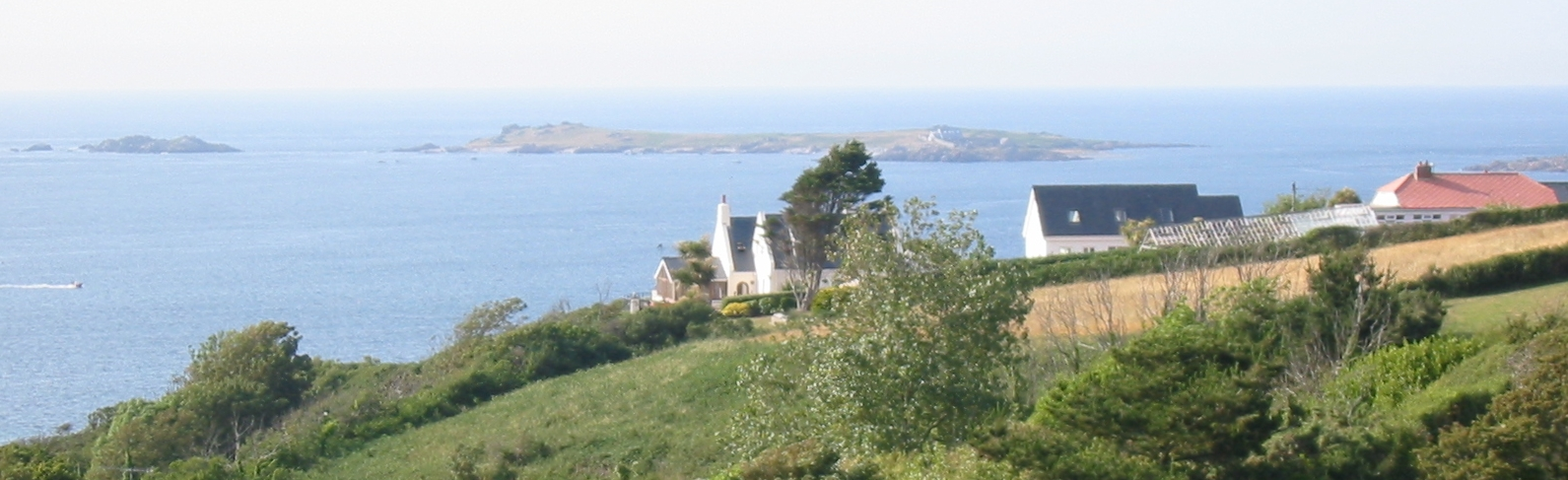
L'île Lihou à marée haute (depuis Torteval).

### Plages

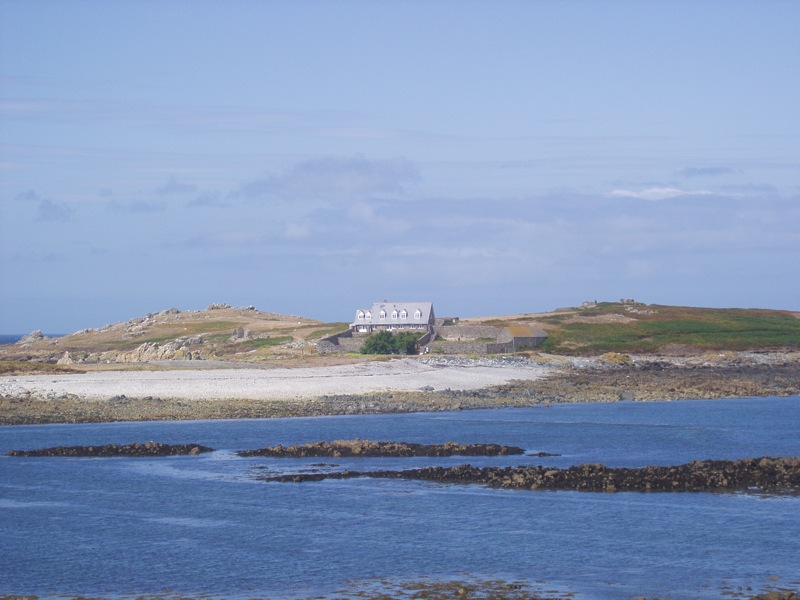
Lihou.

Le littoral de ce territoire inclut :
- la baie de Rocquaine,
- le Crocq du Sud,
- le château du Rocquaine,
- l'Érée,
- le Fort Sauzmarez,
- l'île de Lihou.

## Monuments
- L’église paroissiale, l'une des plus singulières de l'île (du fait d'un intérieur non pas plat mais d’aspect diagonal), blottie au fond d’une petite vallée ;
- le dolmen du Creux es Faies,
- le château du Rocquaine,
- le Fort Sauzmarez,
- la Longue Rocque.

## Administration

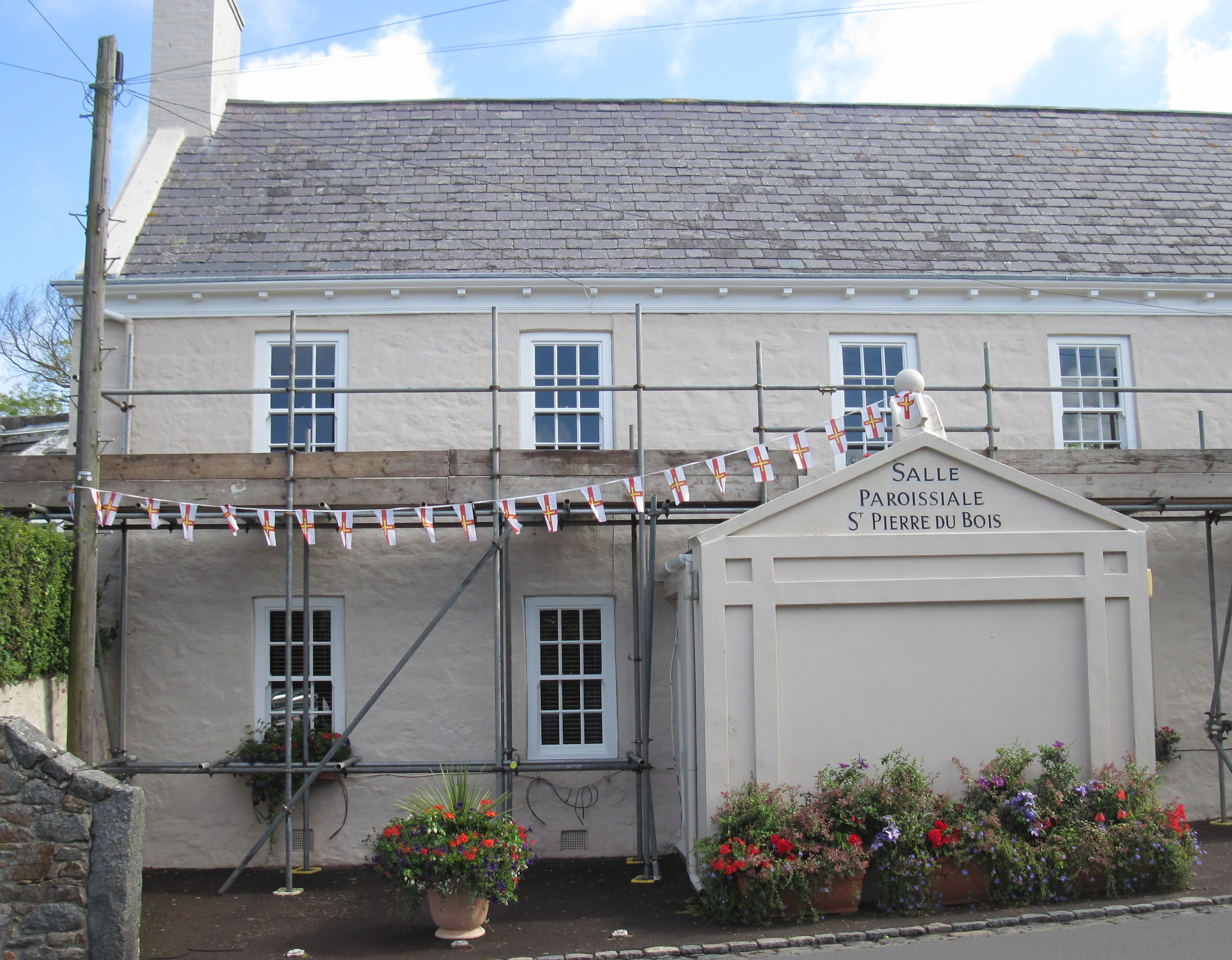
Salle paroissiale de St-Pierre-du-Bois.

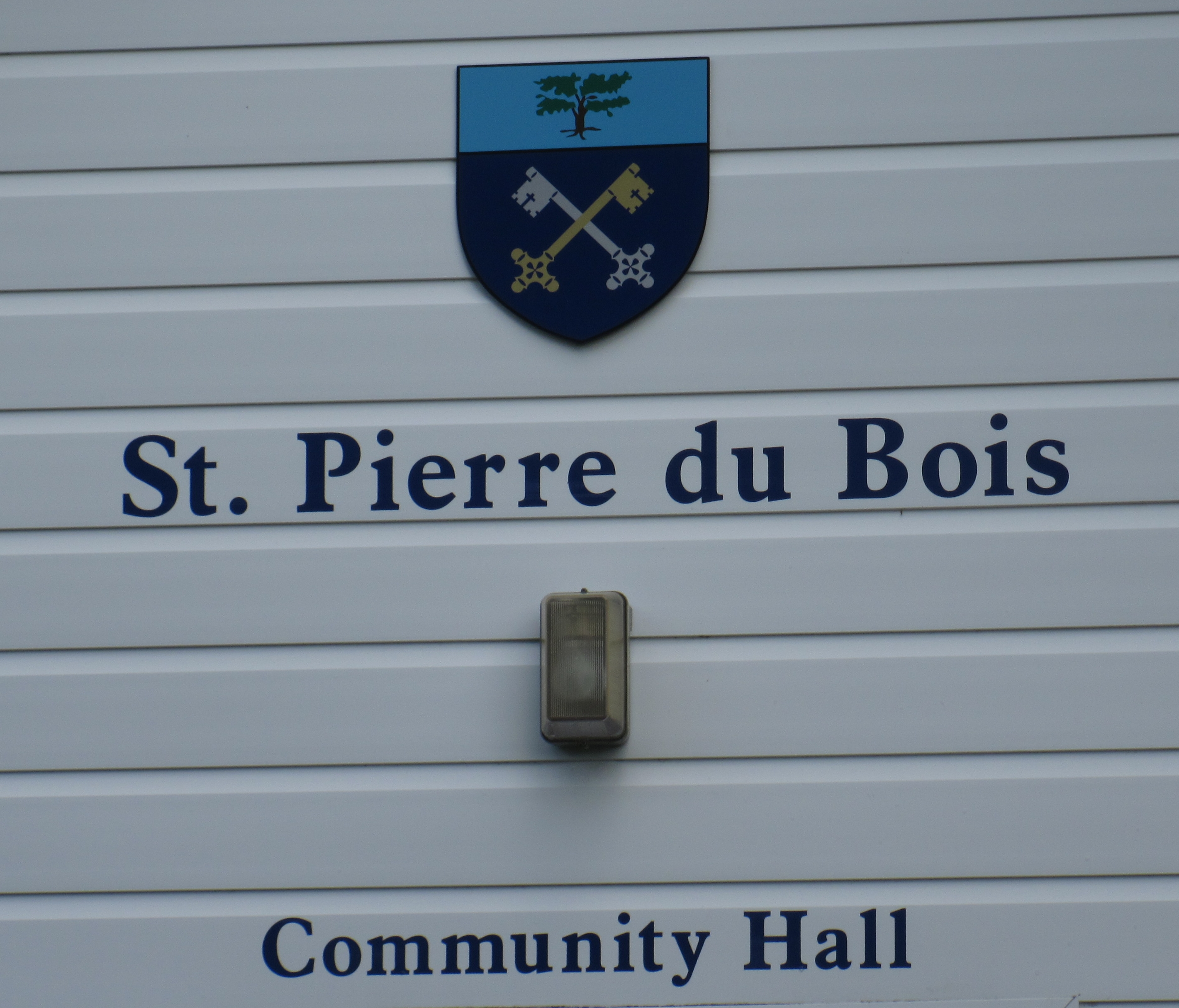
Salle municipale de St-Pierre-du-Bois.

| Période                                             | Identité | Qualité |
| --------------------------------------------------- | -------- | ------- |
| Années                                              | ?        | ?       |
| Les données antérieures ne sont pas encore connues. |          |         |

## Démographie
Saint-Pierre-du-Bois comptait 2 188 habitants, lors d'un recensement de la population[réf. nécessaire].

## Paroisses limitrophes
- Torteval,
- La Forêt,
- Saint-Sauveur.